# Borna
Borna város Németországban, azon belül Szászország tartományban. Lakosainak száma 20 013 fő (2023. december 31.). Borna Rötha, Kitzscher, Frohburg, Fockendorf, Treben, Regis-Breitingen és Neukieritzsch községekkel határos.

## Története
Bornát először 1251-ben említik városként. 

## A városrészei
- Borna
- Eula
- Gestewitz
- Haubitz
- Kesselshain
- Neukirchen
- Thräna
- Wyhra
- Zedtlitz

## Látnivalók

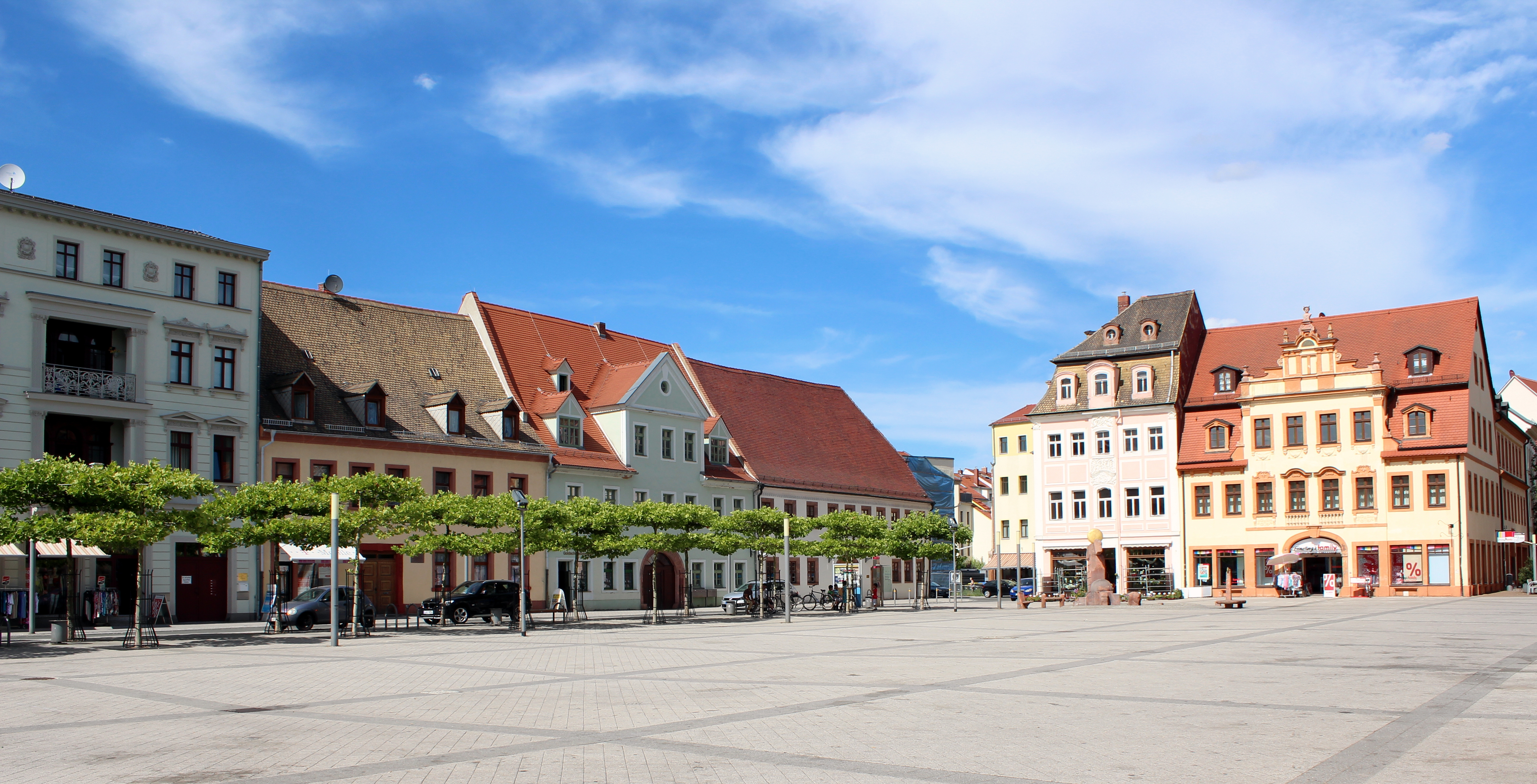
A piactér (2013)
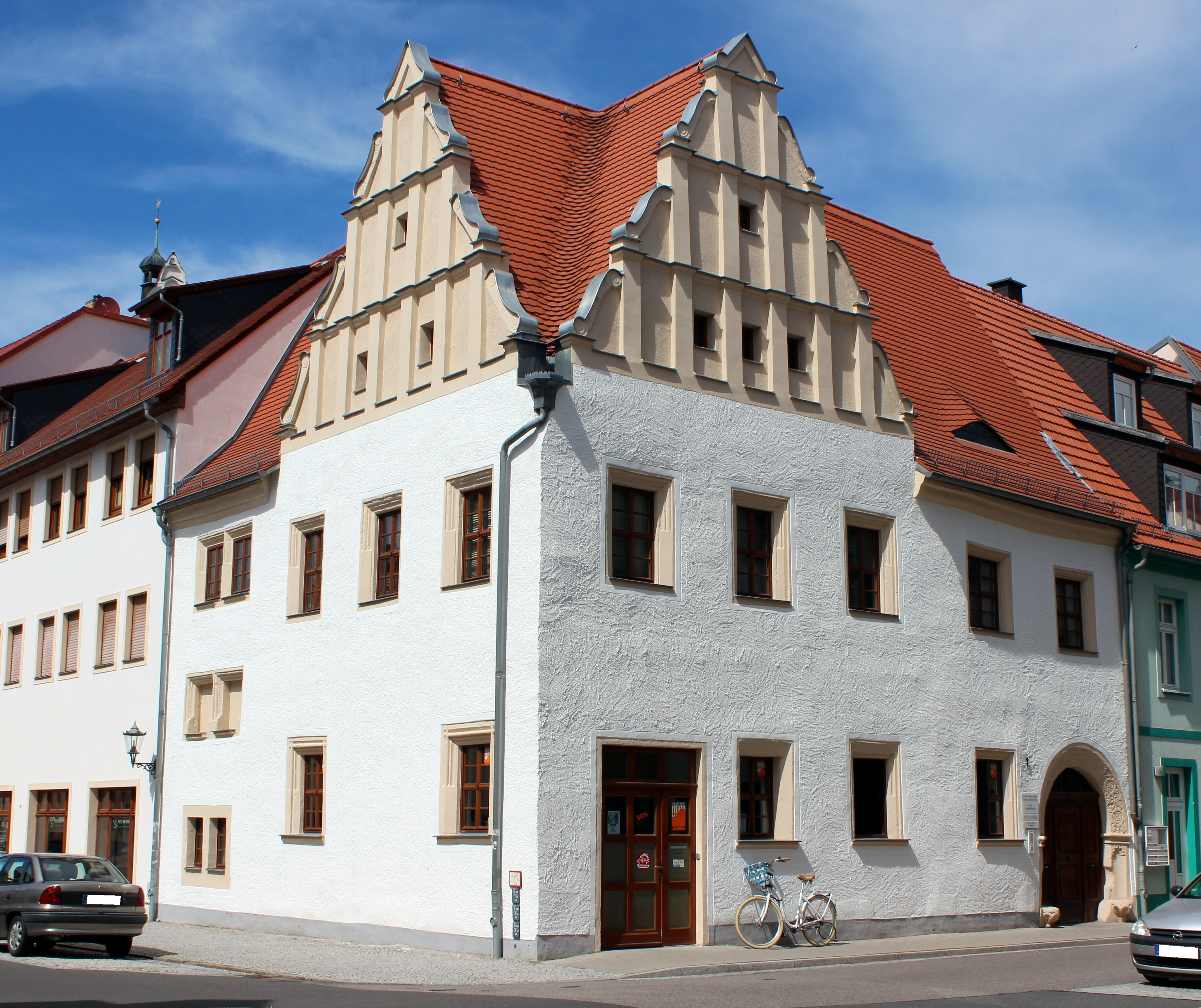
Horni Ház
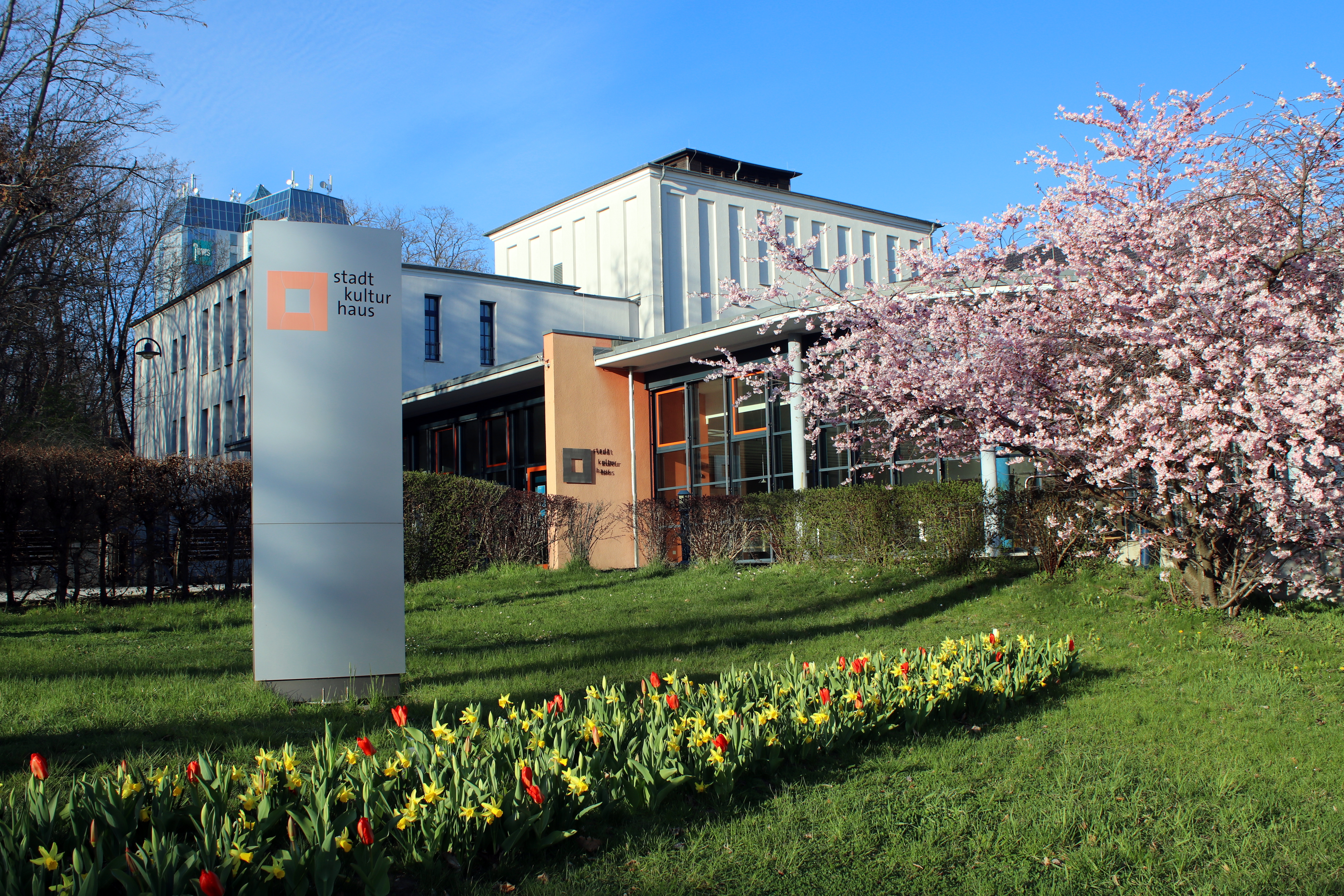
A művelődési ház
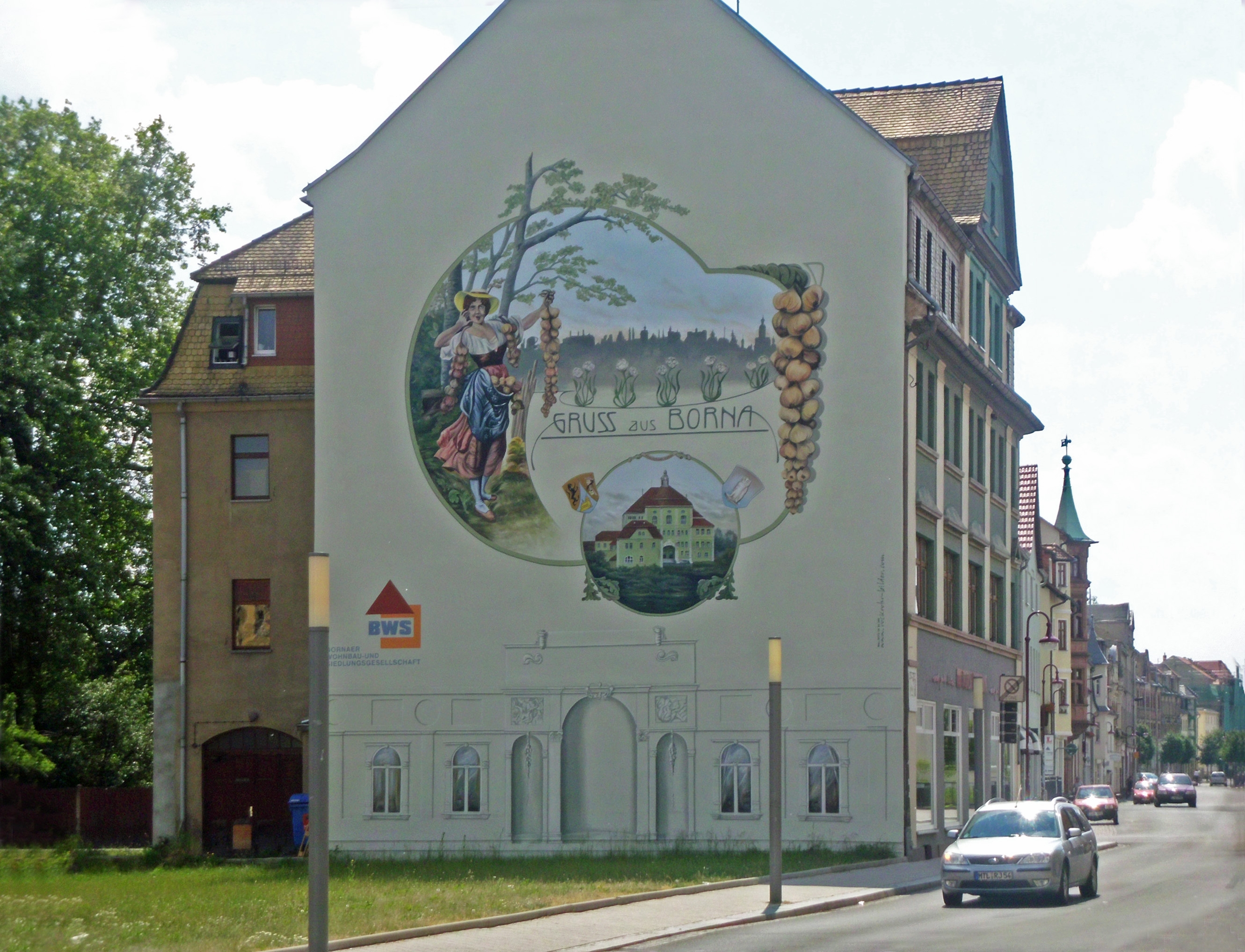
Régi képeslap-motívum (Bahnhofstraße 4)
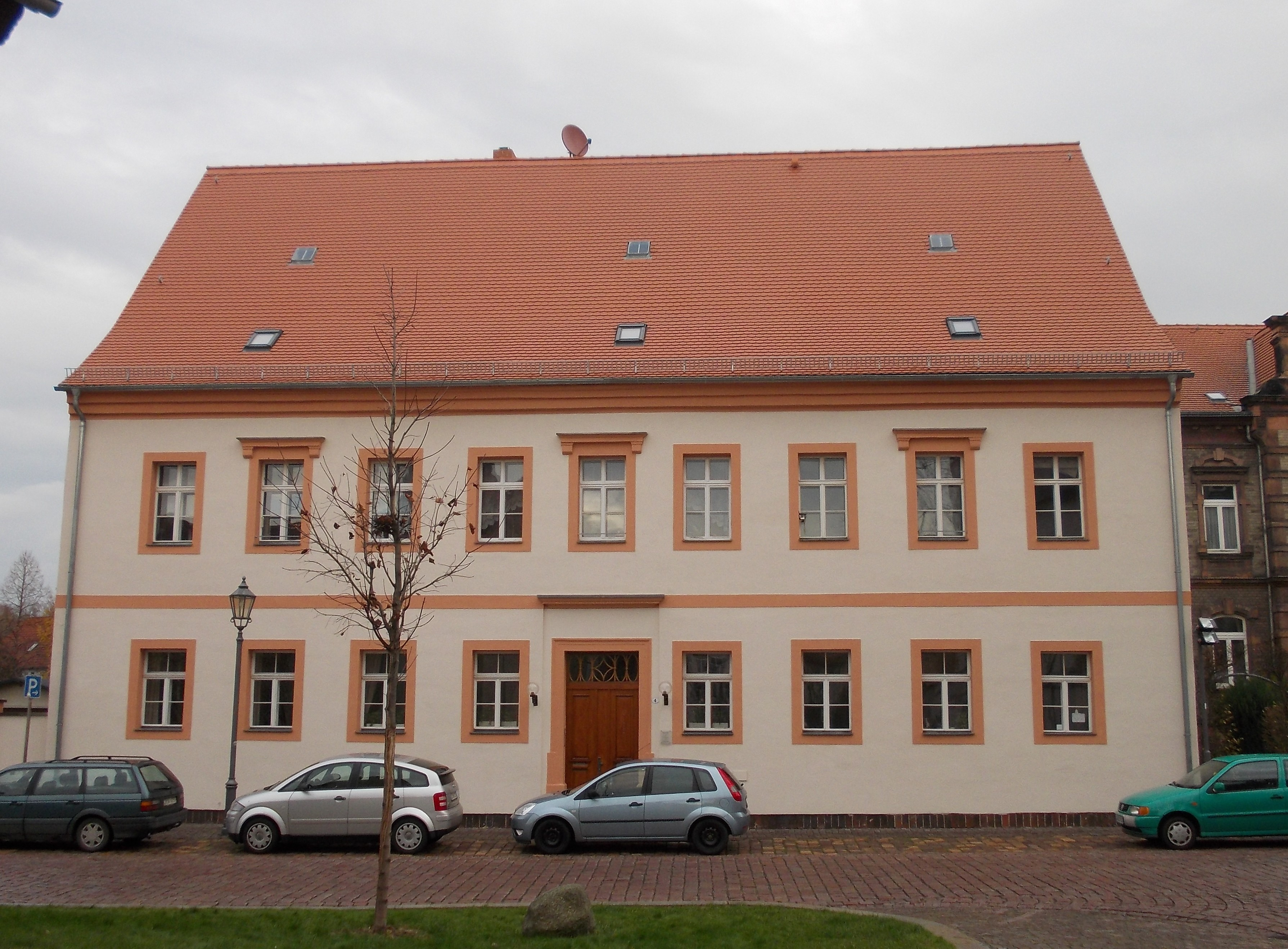
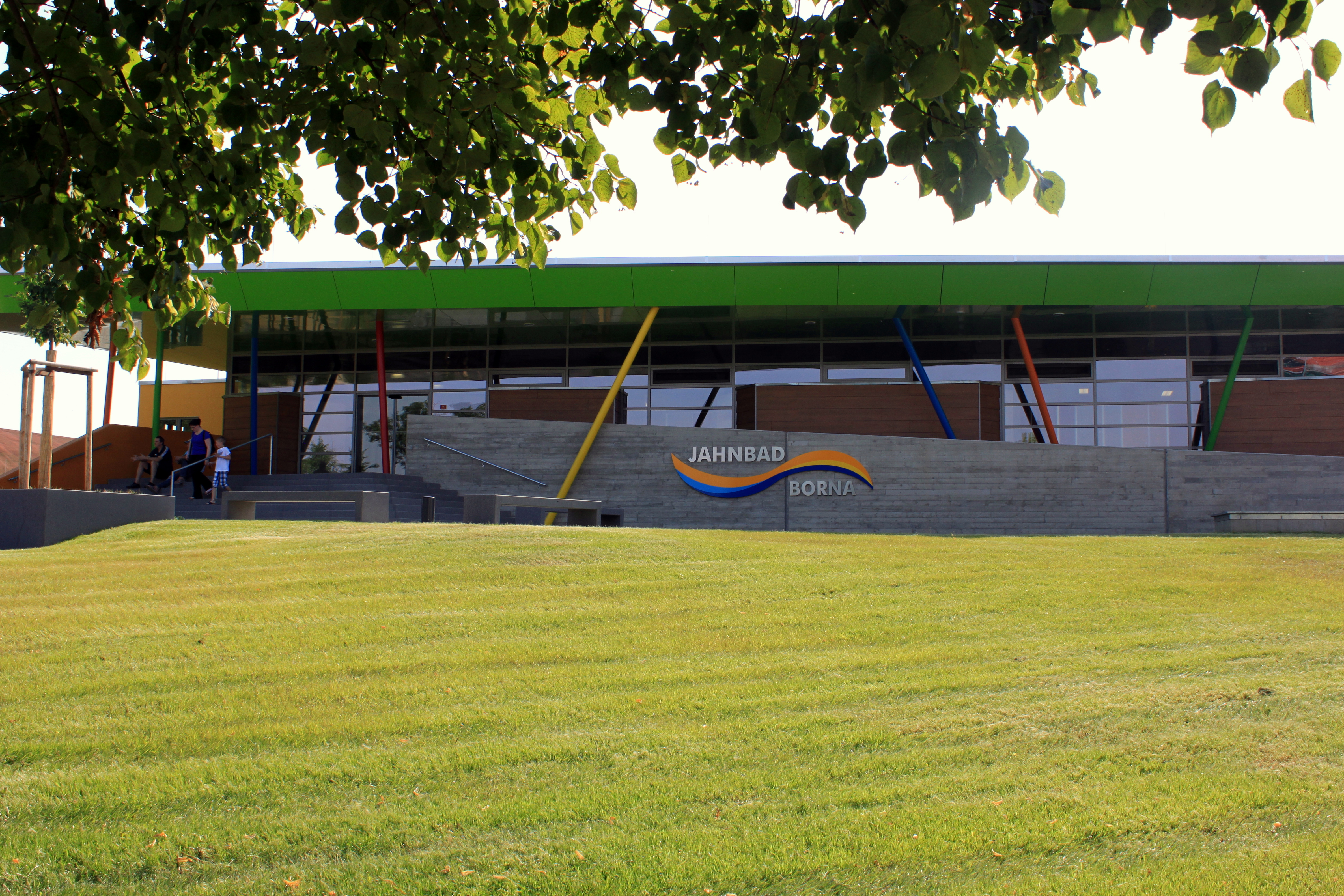
"Jahnbad Borna" uszoda
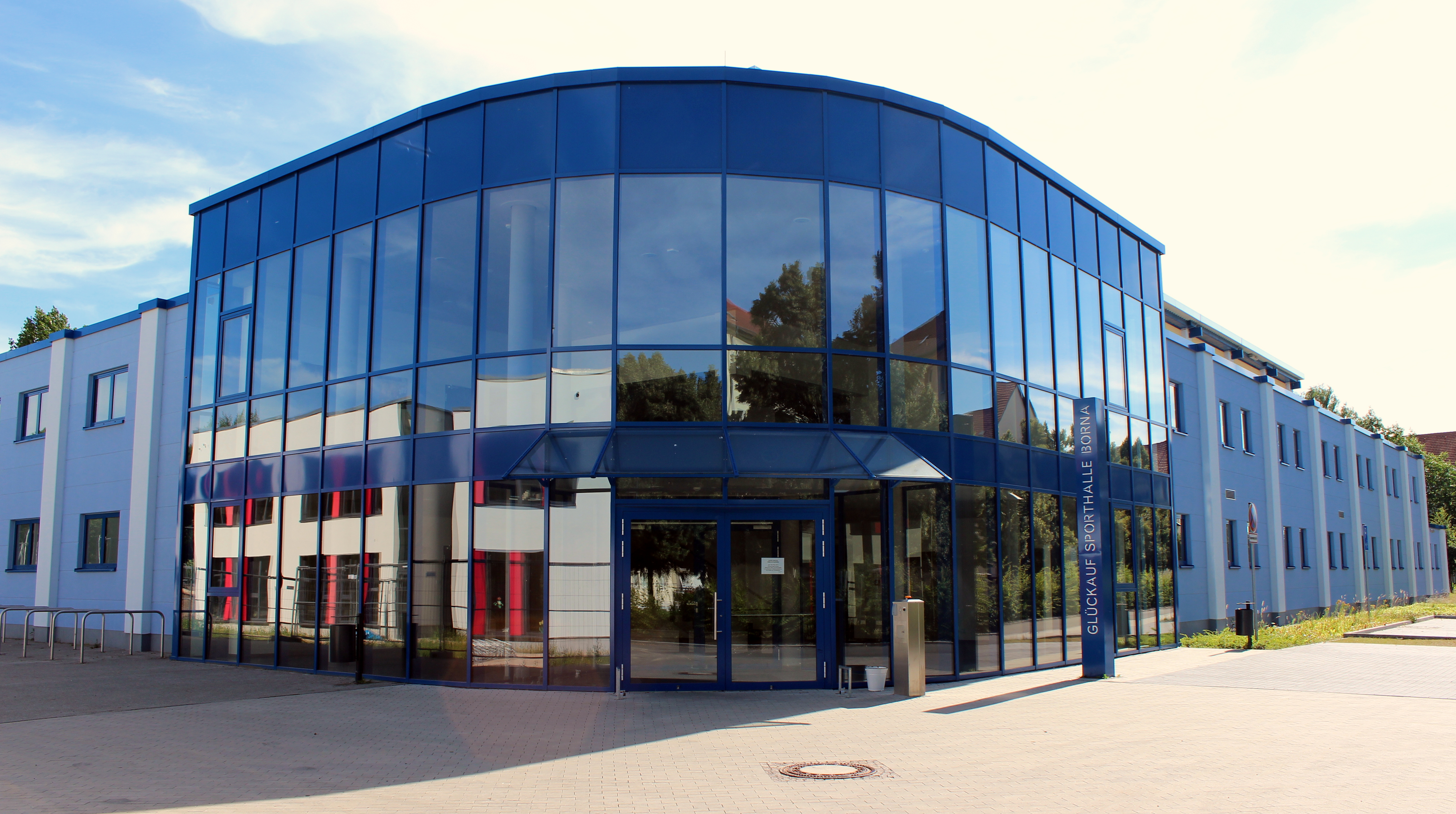
A sportcsarnok
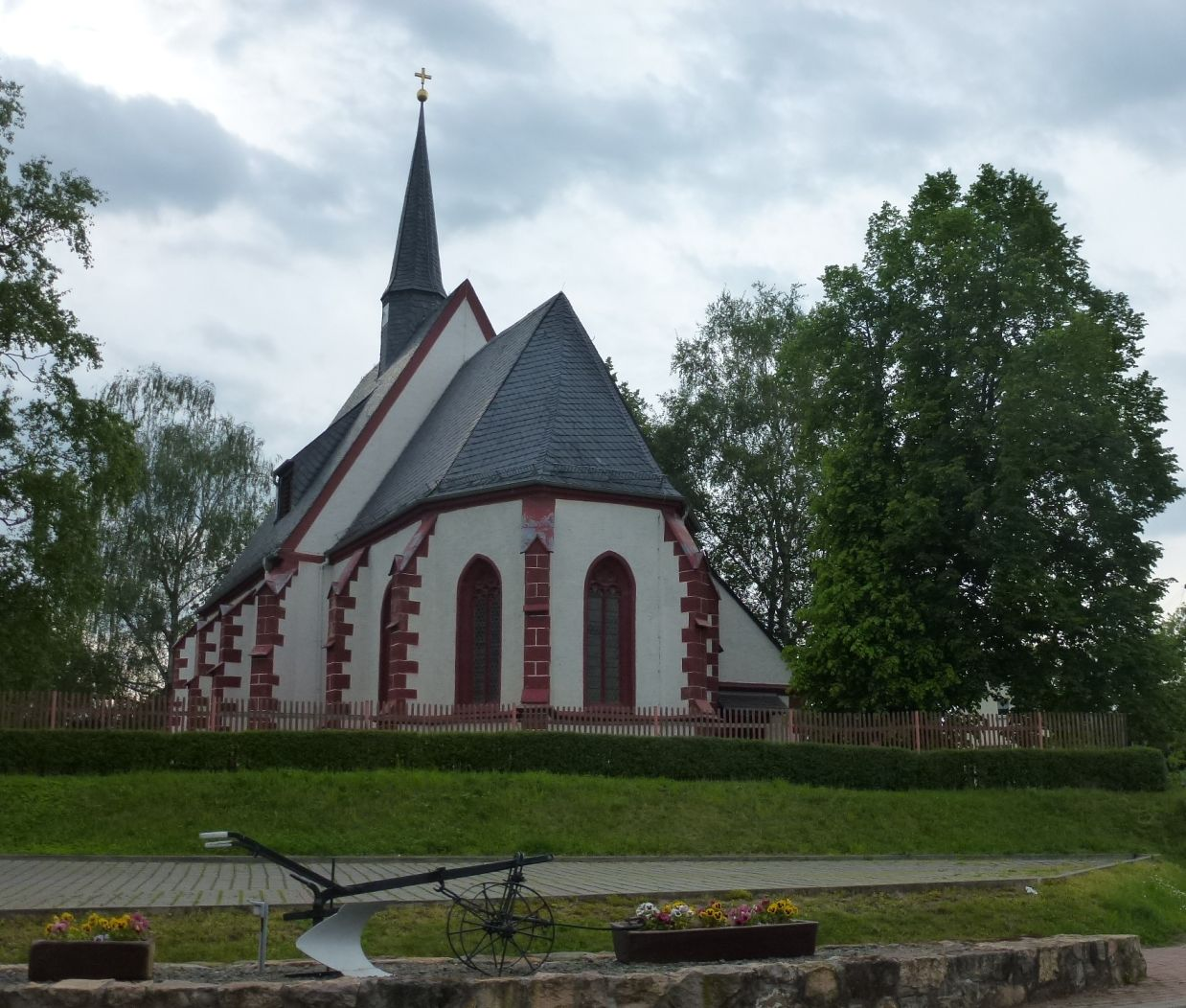
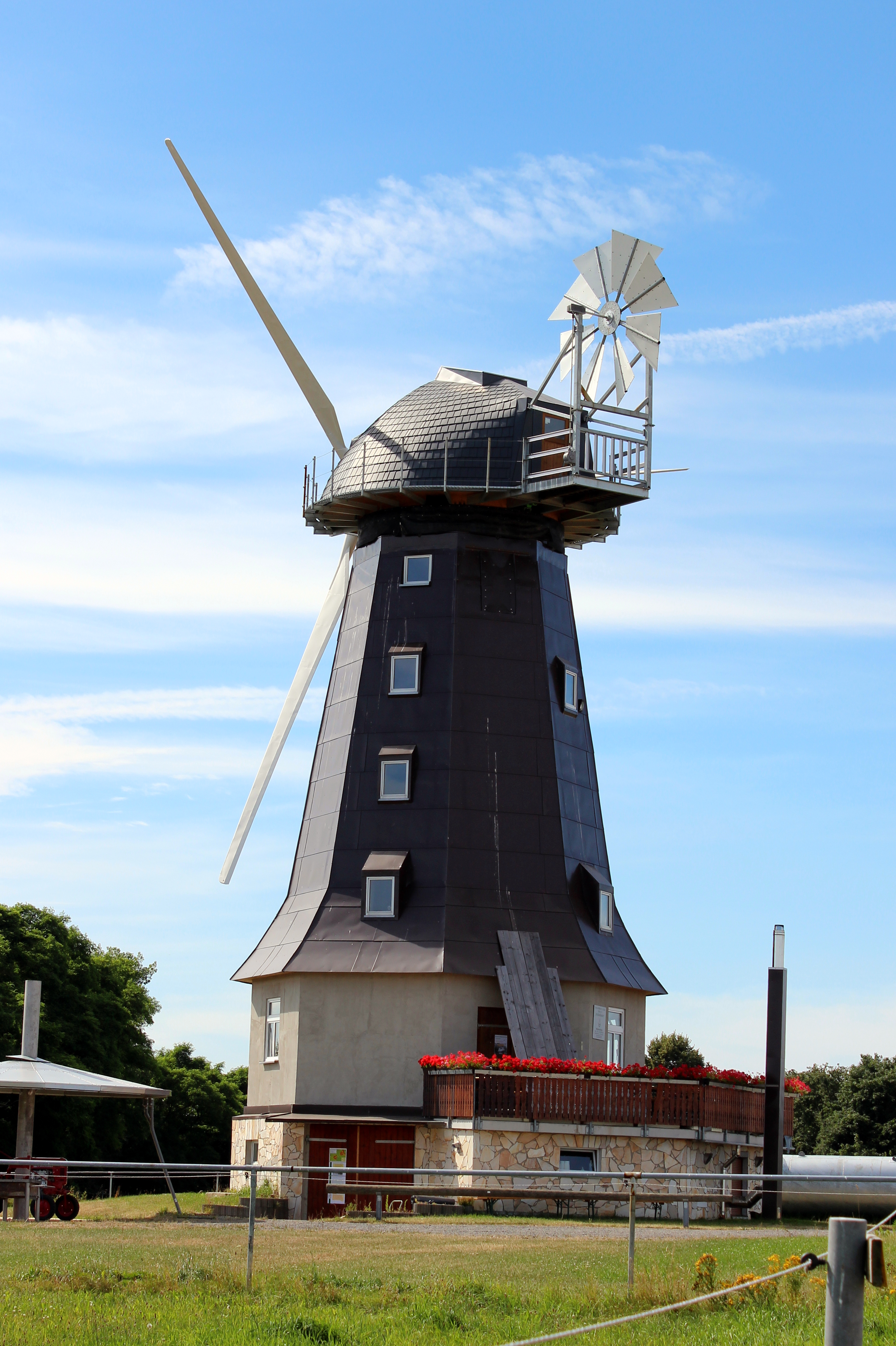

## Bornáiak
- Vitalis Fleck(wd) († kb. 1477), orvos, az orvostudomány első professzora a Greifswaldi Egyetemen(wd)
- Martin Hayneccius (1544–1611), filológus és szinműíró
- Karl Immanuel Nitzsch (1787–1868), protestáns teológus

## Népesség
A település népességének változása:
| Lakosok száma | 19 424 | 19 263 | 19 229 | 19 031 | 19 470 | 20 013 |
|               | 2014   | 2017   | 2019   | 2021   | 2022   | 2023   |